# Yordan Slivopolski
 (juin 2024).
La mise en forme du texte ne suit pas les recommandations de Wikipédia : il faut le « wikifier ».
Les points d'amélioration suivants sont les cas les plus fréquents. Le détail des points à revoir est peut-être précisé sur la page de discussion.
- Les titres sont pré-formatés par le logiciel. Ils ne sont ni en capitales, ni en gras.
- Le texte ne doit pas être écrit en capitales (les noms de famille non plus), ni en gras, ni en italique, ni en « petit »…
- Le gras n'est utilisé que pour surligner le titre de l'article dans l'introduction, une seule fois.
- L'italique est rarement utilisé : mots en langue étrangère, titres d'œuvres, noms de bateaux, etc.
- Les citations ne sont pas en italique mais en corps de texte normal. Elles sont entourées par des guillemets français : « et ».
- Les listes à puces sont à éviter, des paragraphes rédigés étant largement préférés. Les tableaux sont à réserver à la présentation de données structurées (résultats, etc.).
- Les appels de note de bas de page (petits chiffres en exposant, introduits par l'outil «  Source ») sont à placer entre la fin de phrase et le point final[comme ça].
- Les liens internes (vers d'autres articles de Wikipédia) sont à choisir avec parcimonie. Créez des liens vers des articles approfondissant le sujet. Les termes génériques sans rapport avec le sujet sont à éviter, ainsi que les répétitions de liens vers un même terme.
- Les liens externes sont à placer uniquement dans une section « Liens externes », à la fin de l'article. Ces liens sont à choisir avec parcimonie suivant les règles définies. Si un lien sert de source à l'article, son insertion dans le texte est à faire par les notes de bas de page.
- La présentation des références doit suivre les conventions bibliographiques. Il est recommandé d'utiliser les modèles {{Ouvrage}}, {{Chapitre}}, {{Article}}, {{Lien web}} et/ou {{Bibliographie}}. Le mode d'édition visuel peut mettre en forme automatiquement les références.
- Insérer une infobox (cadre d'informations à droite) n'est pas obligatoire pour parachever la mise en page.

Pour une aide détaillée, merci de consulter Aide:Wikification.
Si vous pensez que ces points ont été résolus, vous pouvez retirer ce bandeau et améliorer la mise en forme d'un autre article.
 (juin 2024).
Yordan Yordanov Slivopolski (en bulgare : Йордан Йорданов Сливополски), plus connu sous son pseudonyme Piligrim (en bulgare : Пилигрим), est un écrivain, journaliste et éditeur de périodiques bulgare. Il est l'auteur de poèmes, de récits, de mémoires et de biographies.

## Biographie
Né en 1884, il quitte sa ville natale de Slivo pole pour aller étudier d'abord à Lviv, puis à New York, où il obtient son diplôme en sciences financières. Il travaille dans les institutions judiciaires, notamment au Ministère des Finances à Sofia, puis à la légation bulgare de Washington.
Au début du XXe siècle, il collabore avec des journaux comme "Dnevnik", "Kambana" ou "Tribune du Balkan", mais aussi avec des journaux humoristiques comme "Bulgaran", "Baraban", "Lyudokos" et "Shtourets". De 1927 à 1929, il publie dans la revue humoristique "Monocle". Il devient également rédacteur en chef des éditions hebdomadaires "Semaine illustrée" et "Globus". En 1933, avec Dimitar Podvarzachov et Elin Pelin, avec lesquels il entretient d'étroites relations amicales, il fonde et édite le premier hebdomadaire bulgare pour enfants "Pateka" et plus tard le journal "Pchelitsa", dont il est rédacteur en chef. 
En 1934, il devient rédacteur en chef du célèbre magazine "Niva", avant de prendre sa retraite en 1969, année de sa mort.

### Vie privée
Yordan Slivopolski est marié à Nella Taneva, la sœur du peintre Nikola Tanev. Ensemble, ils ont deux enfants : Radost Pridham, écrivaine, et Vanya Smith.

## Sources
1. ↑  « Йордан Сливополски », Информационна система на държавните архиви (consulté le 16 novembre 2015)